# Calyptotis lepidorostrum
Calyptotis lepidorostrum là một loài thằn lằn trong họ Scincidae. Loài này được Greer mô tả khoa học đầu tiên năm 1983.